# Замок Хіросіма
Замок Хіросіма (яп. 広島城, хіросіма-дзьо) — замок у місті Хіросіма, префектури Хіросіма, Японія. Популярна назва «замок коропів» (яп. 鯉城, рідзьо). Збудований у 1589 році як головний замок роду Морі. Згодом, впродовж 300 років, слугував основною резиденцією даймьо Хіросіма-хан.
Після реставрації Мейдзі був перетворений на один з командних центрів Імперської армії Японії. Знищений у результаті атомного бомбардування Хіросіми силами США у 1945 році. Частково відбудований у 1958 році на пожертви мешканців міста Хіросіма. Сьогодні служить як музей. Зарахований до національних історичних пам'яток Японії.

## Володарі замку
| №  | Мон | Даймьо            | Роки правління |
| 1  |     | Морі Терумото     | 1591—1600      |
| 2  |     | Фукусіма Масанорі | 1600—1619      |
| 3  |     | Асано Наґаакіра   | 1619—1632      |
| 4  |     | Асано Міцуакіра   | 1632—1672      |
| 5  |     | Асано Цунаакіра   | 1673—1673      |
| 6  |     | Асано Цунанаґа    | 1673—1708      |
| 7  |     | Асано Йосінаґа    | 1708—1752      |
| 8  |     | Асано Мунецуне    | 1752—1763      |
| 9  |     | Асано Сіґеакіра   | 1763—1799      |
| 10 |     | Асано Наріката    | 1799—1830      |
| 11 |     | Асано Нарітака    | 1831—1858      |
| 12 |     | Асано Йосітеру    | 1858           |
| 13 |     | Асано Наґаміті    | 1858—1869      |
| 14 |     | Асано Наґакото    | 1869           |